# Kinzua-Staudamm
Der Kinzua-Staudamm befindet sich im US-Bundesstaat Pennsylvania und staut den Allegheny River zum Allegheny-Reservoir auf. Er ist einer der größten Staudämme der Vereinigten Staaten von Amerika östlich des Mississippis.

## Geographie
Der Staudamm liegt 9,6 km östlich von Warren direkt an der Pennsylvania State Route 59. Er ist eingebettet in den Allegheny National Forest.

## Geschichte
Die Planungen für den Bau einer Stauanlage am Allegheny River reichen bis in die 1930er Jahre zurück. Dreimal (1936, 1938, und 1941) wurde die Erlaubnis erteilt, bevor die Konstruktion im Jahre 1960 tatsächlich begann. Bauherr war das United States Army Corps of Engineers. Fünf Jahre später war der Staudamm vollendet – er hat 108 Millionen US-Dollar gekostet.
Als im Jahre 1972 der Hurrikan Agnes ungewöhnlich weit nach Norden zog, kam es am Oberlauf des Allegheny River zu tagelangen heftigen Regenfällen. Der Stausee erreichte einen Rekordhöchststand und war nur 91 cm von seiner maximalen Kapazität entfernt. Durch die Stauung konnte eine Überflutung der flussabwärts gelegenen Gebiete verhindert werden, die vermutlich Schäden in Höhe von rund 247.000.000 US-Dollar angerichtet hätte.

### Umsiedlungen
Der Bau des Damms war äußerst umstritten, denn für ihn musste ein ganzes Indianervolk weichen. Die letzten Ureinwohner Pennsylvanias, die Seneca mussten aus ihren ursprünglichen Gebieten, welche im Norden des entstehenden Sees gelegen hätten, in die Gegend um Salamanca im US-Bundesstaat New York umgesiedelt werden. Heute gibt es an den Nordufern des Stausees  wieder die Allegany-Reservation. Über die Zwangsumsiedlung der Indianer schrieb Johnny Cash 1964 das Lied As Long as the Grass Shall Grow auf seinem Album Bitter Tears: Ballads of the American Indian.
Mit Unterstützung der Quäker kämpfte die Seneca Nation für eine Entschädigung. Nach langem Rechtsstreit bekamen die Seneca insgesamt 15.000.573 $ für verlorene Ländereien und Häuser. Der wichtigste Ausgleich bestand in der Wiederansiedlung von rund hundert Seneca-Familien in den beiden neuen Ortschaften Jimersontown und Steamburg. Am 12. Juni 1965 wurde das Langhausfeuer, begleitet von einer Zeremonie, von Coldspring nach Steamburg gebracht. Der Neubau mehrerer öffentlicher Gebäude im Cattaraugus County und in der Allegany-Reservation, darunter ein Gymnasium, zählen ebenfalls zur Entschädigung.
2011 übereignete ein weißer Sammler in einer offiziellen Zeremonie eines der ersten Dokumente eines Protestes gegen den Staudamm-Bau an das Archiv des Stammes. 1956 hatten 122 „Mütter“ mit dieser Petition ihre offiziellen Vertreter aufgerufen, gegen den Bau zu kämpfen, was dann auch am 4. Dezember 1956 mit einer Resolution beschlossen wurde. Eine parallele Petition hatten die Männer eingereicht.
Auch das Boy-Scout-Camp „Olmsted“ an den Ufern des Flusses wurde abgerissen. Es wurde weiter oben wieder aufgebaut.

## Sinn des Staudamms
Der Hauptnutzen des Projektes besteht im Hochwasserschutz. Durch ihn sollen die Abflussmengen des Allegheny River und des Ohio River kontrolliert werden. Zusätzlich wird durch den Damm die Bewässerung in einem Einzugsgebiet von 5.644 km² geregelt.
Nützliche Begleiterscheinungen sind der Schutz vor Dürre, die Elektrizitätsgewinnung sowie die Schaffung eines Naherholungsgebietes.

## Anlage

### Staumauer
Der Staudamm besteht aus einem Erdwall und einer daran anschließenden Betonstaumauer. Zusammen haben sie eine Länge von 578 m. Der Wall besteht aus 2.293.635 m³ Erde, die Mauer aus 382.272 m³ Beton. Die Höhe der Staumauer beträgt 55 Meter.
In der Staumauer befindet sich ein Wasserkraftwerk. Die Rohrleitungen, die dafür durch die Staumauer verlaufen, haben einen Durchmesser von 5,8 m.

### Stausee
Der durch die Stauung entstehende See, das Allegheny-Reservoir, ist mit knapp 40 Metern Tiefe einer der tiefsten Seen Pennsylvanias. Er hat eine Länge von 29 km und eine maximale Breite von etwa 1 km.

## Tourismus
Bis zum 11. September 2001 war der Staudamm für Touristenführungen geöffnet. Nach den Terroranschlägen wurden diese jedoch aus Gründen der nationalen Sicherheit ausgesetzt.
Es ist jedoch weiterhin möglich, im See zu baden, wozu einige kleine Strände einladen. Auch gibt es unweit des Staudamms eine Marina. Etwa 200 m unterhalb der Staumauer gibt es zudem an der Straße ein Haus mit einer Touristeninformation.

## Notizen
1. ↑  Historic Document Opposing Kinzua Dam Returned to Seneca Nation, Indian Country today, 15. März 2011, mit Text der Stammes-Resolution 4. Dezember 1956